# Анијер сир Оаз
Анијер сир Оаз (фр. Asnières-sur-Oise) је насељено место у Француској у региону Париски регион, у департману Долина Оазе.
По подацима из 2011. године у општини је живело 2531 становника, а густина насељености је износила 179,89 становника/km².

## Демографија
| 1962. | 1968. | 1975. | 1982. | 1990. | 2011. |
| ----- | ----- | ----- | ----- | ----- | ----- |
| 1.399 | 1.462 | 1.450 | 2.186 | 2.321 | 2.531 |